# Дизајн ентеријера
 Дизајн ентеријера (архитектура ентеријера) је архитектонско-дизајнерска дисциплина, која се реализује у масивном и конкретном архитектонском простору шта је доказ да је то стваралаштво у својој суштини спајајући елеменат између велике архитектуре и малога дизајна.
Под дизајном ентеријера сматра се уређење и осмишљавање унутрашњих простора. Неуки често кажу „унутрашњи ентеријер“, што је погрешно, као што је погрешно сматрати намештај за ентеријер. Под ентеријером се подразумева уређење композиција и организација пода плафона и зидова у архитектонском простору.

## Занимање
Ентеријером се баве стручњаци дизајнери ентеријера и архитекти који су се специјализовали за унутрашњи простор — ентеријер. Он обухвата уређење унутрашњости просторија коришћењем боја, материјала, намештаја, извора светлости, притом поштујући основне чиниоце дизајна: пропорције, композицију, ритам итд.

## Образовање
На Архитектонском факултету у Београду постоји специјализација са избором "ентеријер" од предавања и вежбање у атељеу који је водио професор арх. Зоран Петровић. У Немачкој је званје "Inenarchitekt/ -in " (нем. архитекта унутрашњег простора) заштићено је по Закону и може га добити само специјализовани архитекта који има одређену праксу у овој делатности. Они се баве решењима архитектонског унутрашњег простора реализацијом и уређењем елемената ентеријера:
- зидови
- подови
- плафони и цела филозофија рада се састојиу обезбеђењу функционалности, практичности и диспозиционог рашчлањивања појединих организационих елемената и одређивању, усаглашавању и композицији боја.

Укратко решено од подова, плафона и кроз обојеност зидова, све до намештаја (намештај није ентеријер) па све до нпр. одређивање уметничких дела унутар простора и сл. У ширим оквирима се ентеријер може схватати као животни стил који следи трендове, нуди инспирације и одаје интимност становања и укусе особе који га употребљава и којој је намењен.

### Теме
- Изградња унутрашњег простора
- Осветљење, одбране од сунца
- Климатизација простора
- Материјали, боје, текстуре, облоге, тапети, облагање плочема, подови
- Звук, Акустика
- Опремења (текстил, вештачки материјали, намештај )

### Поља рада
- Индустријске зграде
- Изградња изложбених хала, излагачких простора, музеја
- Болничке зграде
- Спортски и фискултурни објекти
- Робне куће
- Хотели и гастрономски објекти
- Објекти културе (Опере, позоришне зграде, концертне зграде)
- Приватни стамбени и пословни објекти, репрезентативни објекти и атељеи, библиотеке
- Сакрални објекти (цркве, манастири)
- Административне и управне зграде, (банке, сале за конференције, школски објекти)
- Саобраћајни објекти (аеродроми, жељезнички објекти) итд.

Ентеријер под којим се подразумева унутрашњи простор у архитектури је у супротности са екстеријером под којим се подразумева спољашњи простор архитектуре које се бави организовањем и одређивањем- дефинисањем категорије простора према човеку који је мерило ствари.

## Циљеви
Циљ дизајна ентеријера је у промени или уређењу простора. Простор треба да буде искоришћен и пријатан, тј. да својим устројством и изгледом одговара намени.